# Taux d'évolution
Ne pas confondre avec le taux d'accroissement
En mathématiques, le taux d'évolution permet de quantifier l'évolution d'une grandeur numérique entre deux dates. Si cette grandeur passe d'une valeur de départ VD à une valeur d'arrivée VA, le taux d'évolution est  donné en pourcentage par la formule :
{\displaystyle t={\frac {V_{A}-V_{D}}{|V_{D}|}}.}
Note : pour ne pas avoir de problème de signe inversé dans certains cas, il faut utiliser la valeur absolue pour le dénominateur.
Il est souvent distingué d'un simple taux par l'indication du signe « + » lorsqu'il est positif. Il n'y a pas de risque de confusion lorsqu'il est négatif, c'est-à-dire si la valeur d'arrivée est inférieure à la valeur de départ. Il peut aussi dépasser +100 % si la valeur d'arrivée est supérieure au double de la valeur de départ. 
Le taux d'évolution réciproque se calcule avec la même formule en intervertissant les valeurs {\displaystyle V_{D}} et {\displaystyle V_{A}}.
Ces taux ne dépendent pas de l'unité de mesure avec laquelle la grandeur est exprimée et restent constants pour une grandeur qui évolue suivant une progression géométrique.
Le taux d'évolution permet aussi de calculer le coefficient multiplicateur {\displaystyle c} entre les deux valeurs considérées. Si {\displaystyle V_{D}>0}, ce coefficient multiplicateur est donné par la formule :
{\displaystyle c=1+t}
qui permet alors de calculer l'une des deux valeurs connaissant l'autre par la relation {\displaystyle V_{A}=cV_{D}}.

## Additivité des taux faibles
Les taux faibles (entre −2 % et +2 %) sont approximativement additifs :
- le taux d'évolution global correspondant à deux évolutions successives faibles est proche de la somme des taux correspondants ;
- le taux d'évolution réciproque est proche de l'opposé du taux d'évolution directe.

Ces propriétés se démontrent à l'aide d'un développement limité à l'ordre 1 de la multiplication des coefficients multiplicateurs :
{\displaystyle (1+t_{1})\times (1+t_{2})=1+t_{1}+t_{2}+t_{1}t_{2}\approx 1+(t_{1}+t_{2})}
et de l'inverse :
{\displaystyle (1+t)^{-1}=1-t+t^{2}-t^{3}+t^{4}-t^{5}+\dots \approx 1-t.}